# Ошії Мамору
Ошії Мамору (яп. 押井 守, おしいまもる) (нар. 8 серпня 1951) — японський кінорежисер, сценарист.

## Біографія
Мамору Ошії народився в Токіо 8 серпня 1951 р.
Своє творче життя Мамору почав як кінорежисер і знявши декілька короткометражних фільмів, в 1977 році Ошії пішов в анімацію і почав працювати на студії «Tatsunoko Production». Його режисерським дебютом став документально-освітній анімаційний фільм «Сльоза в оці дракона» (1979).
У тому ж 1979 року Ошії перейшов працювати на «Studio Pierrot». Його першою роботою на новому місці стала режисура ТБ-серіалу «Чудова подорож Нільса» (1979-1980), створеного по мотивах казки Сельми Лагерлеф.
Прославився Ошії як режисер ТБ-екранізації манґи Руміко Такахаші «Нестерпні прибульці». Він же робив і деякі повнометражні аніме-фільми по мотивах цієї манґи.
У 1983 році він зробив на «Studio Pierrot» перший в історії Японії OVA-серіал «Даллас: Наказ знищити Даллас».
У 1984 році Ошії покинув «Studio Pierrot» і разом з Йошітакою Амано на студії «Studio Deen» зробив дивний, але дуже красивий культовий OVA-фільм «Яйце янгола».
У 1988 році Ошії разом з манґакою Юкі Масамі, дизайнером персонажів Акемі Такадою, меха-дизайнером Ютакою Ідзубучі і сценаристом Іто Кадзунорі створив групу «Headgear» для розробки і створення манґа- і аніме-серіалу «Мобільна поліція Патлейбор».
У тому ж році він став режисером OVA-серіалу «Мобільна поліція Патлейбор» (1988-1989) і зняв по цьому серіалу два повнометражних аніме (1989 і 1993 відповідно). У 1989 році почав виходити однойменний ТБ-серіал (1989-1990).
OVA-серіал і перший фільм створювалися спільно «Production I.G» і «Studio Deen», ТБ-серіал — студією «Sunrise», другий фільм — «Production I.G». Саме у ньому вперше з'явився супер-реалістичний стиль анімації.
У 1995 році він став відомий у всьому світі з виходом на екрани Японії, Великої Британії та США екранізації манґи Масамуне Шіро «Ghost in the Shell» на студії «Production I.G».
Крім цього, Ошії зняв декілька фільмів з «живими акторами», писав сценарії і романи.
У 1999 році він став автором сценарію повнометражного фантастичного аніме «Люди вовки», яке зняв на студії «Production I.G» його учень — молодий режисер Хіроюкі Окіура. Написаний сценарій був по мотивах манґи Ошії та Фуджівари Камуі «Легенда про пса-вовка» (1988), що розповідає альтернативну історію післявоєнної Японії. Цей фільм і досі є одним з найреалістичніших та найсерйозніших творів у аніме.
У 2001 році на екрани Японії вийшов повнометражний художній кіберпанк Ошії «Авалон». Знімався він в Польщі і грали в ньому польські актори. Головну роль отримала молода актриса Малґожата Форемняк. Польща була вибрана з меркантильних міркуваннях — за невеликі гроші польська армія погодилася надати для зйомок солдатів і бойову техніку (танки Т-72). Крім того, Ошії — фанат творчості великого польського режисера Анджея Вайди.
Мамору Ошії великий любитель собак, багато його фільмів та історії, так або інакше, пов'язані з цими тваринами. На домашній сторінці Ошії вас очікуватиме його домашня собацюра з добродушно-сумним поглядом.

## Деякі роботи
- Urusei Yatsura 1: Only You (1983)
- Urusei Yatsura 2: Beautiful Dreamer (1984)
- Tenshi no Tamago (1985)
- Fantastic adventures of Yoko (1985)
- Patlabor the Movie (1989)
- Maroko (1990)
- Patlabor 2: The Movie (1993)
- Ghost in the Shell (1995)
- Jin-roh (2000)
- Ghost in the Shell 2: Innocence (2004)
- Tachigui: The Amazing Lives of the Fast Food Grifters (2006)
- The Sky Crawlers (2008)

### OVA
- Dallos (1983)
- Twilight Q Episode 2: Meikyu Bukken File 538 (1987)
- Patlabor: The Mobile Police (1988)
- Gosenzosama Banbanzai! (1989)
- Landlock
- Open Your Mind: Special Edition (2005)

### Серіали
- Urusei Yatsura (1981–1984)
- The Wonderful Adventures of Nils (1980)
- Patlabor (1989–1990)
- Blood+ (2005 — по сьогодні)

### Live action фільми
- The Red Spectacles (1987)
- StrayDog: Kerberos Panzer Cops (1991)
- Talking Head (1992)
- Авалон (2001)
- Shin Onna Tachiguishi-Retsuden (2007)
- Інран: Вовча бригада (2018)

### Манґа
- Kerberos Panzer Cop (1988–2000)
- Kerberos Saga Rainy Dogs (2003–2005)
- Kerberos & Tachiguishi (2006)

### Книги
- Кров останнього вампіра: Ночі та звірі (2002) — новелізація сценарію